# Kong Gudrød
Die Kong Gudrød (andere Namen: Estonia, Volker Waap, Mönkedamm, Overbeck, Boom, Eftychia, Phaedra) war ein 1910 gebautes Passagier- und Frachtschiff mit einer ungewöhnlich langen und bewegten Laufbahn. Sie fuhr nacheinander unter norwegischer, estnischer, sowjetischer, deutscher Kriegs- und Handels-, belgischer und griechischer Flagge, vielleicht auch noch unter philippinischer. Im Zweiten Weltkrieg wurde sie sogar zweimal von der deutschen Kriegsmarine aufgebracht und ab 1941 unter dem Namen Estonia als Wohnschiff und Hilfs-Schnellbootbegleitschiff genutzt.

## Vorkriegszeit
Das Schiff wurde im Jahre 1910 mit der Baunummer 143 auf der Werft Trondhjems Mekaniske Værksted (TMV) in Trondheim (Norwegen) für die Reederei Det Nordenfjeldske Dampskibsselskab (NFDS) in Trondheim gebaut, im September 1910 ausgeliefert und mit dem Namen Kong Gudrød in Dienst gestellt. Das Schiff war 69,2 m lang (über Alles; 65,62 m in der Wasserlinie) und 9,4 m breit und hatte 6,65 m Tiefgang. Es war mit 1091 BRT und 648 NRT vermessen und verdrängte 1000 Tonnen. Eine Dreifach-Expansions-Dampfmaschine von TMV ermöglichte eine Höchstgeschwindigkeit von 12,5 Knoten. Das Schiff war für 242 Passagiere im Küstenverkehr und 100 Passagiere im internationalen Verkehr zugelassen. Die Baukosten betrugen 432.000 NKr.
Die Kong Gudrød war eines der letzten in Norwegen gebauten konventionellen Kombischiffe. Sie wurde im Passagier- und Frachtdienst zwischen Hamburg und Kirkenes in der Finnmark eingesetzt, teilweise auch auf der Küstenroute zwischen Oslo und Nordnorwegen.  Als gegen Ende der 1920er Jahre das 1873 gebaute Hurtigruten-Schiff Haakon Adalstein ausgemustert und ersetzt werden musste, fiel die Wahl auf die Kong Gudrød, die von 1930 bis 1935 mit einigen Unterbrechungen auf den Hurtigruten diente. Für diese Aufgabe wurden einige Umbauten durchgeführt; so wurde die Brücke um ein Stockwerk erhöht, und auf dem Achterdeck wurde eine Raucher-Lounge gebaut.
Im Januar 1936 wurde das Schiff an die Reederei Pärnu Laeva A/S in Pärnu (Estland) verkauft, die es unter dem neuen Namen Estonia im Liniendienst zwischen Tallinn und Stockholm einsetzte.

## Zweiter Weltkrieg
Am 10. Dezember 1939 wurde das Schiff während einer Fahrt von Tallinn nach Stockholm von dem deutschen Minenschiff Tannenberg aufgebracht, untersucht, mit einem Prisenkommando besetzt und von diesem am 12. Dezember nach Swinemünde gebracht. Das Schiff hatte 185 Passagiere, 247 Kolli Post und 221 Tonnen Stückgut (u. a. Frischfleisch, Fisch und Hühner) an Bord.  Die Handelsüberwachungsstelle (Hüst.) Swinemünde erklärte das Schiff zur Prise, die verderblichen Güter wurden zur deutschen Verwendung freigegeben, 91 polnische und ein britischer Staatsbürger unter den Passagieren wurden interniert, der Rest freigelassen. Erst am 10. Januar 1940 wurde das Schiff mit seiner Besatzung und Restladung freigelassen.
Nach der offiziellen Annexion Estlands durch die Sowjetunion am 6. August 1940 wurde auch die Estonia konfisziert, im Oktober offiziell verstaatlicht, und dann von der Staatlichen Estnischen Schifffahrtsgesellschaft in Tallinn betrieben.

### Kriegsmarine
In der Nacht vom 21. zum 22. Juni 1941, unmittelbar nach dem Beginn des deutschen Angriffs auf die Sowjetunion, wurde das Schiff auf der Fahrt von Riga nach Stockholm von den deutschen Schnellbooten S 27 und S 28 in der Irbenstraße, wo sie als Teile der 5. Schnellboot-Flottille eine Minensperre gelegt hatten, aufgebracht und am 23. Juni nach Turku eingebracht. Die 30 Mann der Besatzung mit Kapitän A. I. Adamson wurden Kriegsgefangene. In Turku wurde das Schiff bereits vom nächsten Tag an durch die 1. Schnellboot-Flottille als Wohnschiff genutzt; diese eigenmächtige Indienststellung wurde am 3. Juli nachträglich durch die Gruppe Nord der Kriegsmarine genehmigt.  Am 22. August 1941 wurde das Schiff vom Oberprisenhof Berlin zur deutschen Verwendung freigegeben. Am 19. September 1941 wurde es von der Anfang 1941 nach Danzig umgezogenen Reederei Schmidt, Witte & Co., den baltendeutschen Mehrheitsaktionären der ehemaligen Pärnu Laeva A/S, bereedert und in Danzig ins Schiffsregister eingetragen.
Die Kriegsmarine requirierte das Schiff am 25. September und stellte es als Begleitschiff für die 5. Schnellboot-Flottille in Dienst. Am 1. April 1942 wechselte es zur 7. Schnellboot-Flottille in Swinemünde. 1943 diente es als Wohnschiff der Marineflugabwehrschule I sowie für Kurzlehrgänge der U-Boot-Waffe in Swinemünde.
Nach jahrelangen Verhandlungen zwischen der Kriegsmarine, der Deutschen Umsiedlungs-Treuhand GmbH, dem Reichskommissariat Ostland und den ehemaligen Besitzern der Estonia wurde schließlich 1944 eine Partenreederei für das Schiff gegründet. Am 1. Januar 1945 wurde die Estonia an die neue Partenreederei bzw. an Schmidt, Witte & Co. übergeben und gleichzeitig wiederum von der Kriegsmarine für die Marineflugabwehrschule I in Swinemünde erfasst.  Im Februar 1945 wurde das Schiff nach Kiel-Wik verlegt, wo es als Wohnschiff der Flakschule IV benutzt wurde. Bei den Luftangriffen der Alliierten auf Kiel wurde es erheblich beschädigt, und sein schlechter Zustand bewahrte es davor, nach Kriegsende als Kriegsbeute oder Reparationszahlung abgegeben zu werden.

## Nachkriegszeit
Das Schiff wurde am 27. September 1945 in der Borgstedter Enge (dem alten Flussbett der Eider) bei Rendsburg aufgelegt. Es wurde beim Kriegsschädenamt für die Seeschifffahrt als Totalverlust angemeldet, erhielt jedoch die Kennung X 2050 und blieb liegen. Erst 1952, nachdem die Deutschland auferlegten Schifffahrtsbeschränkungen gelockert worden waren, wurde das Schiff von der Reederei Carl Wasp aus Heikendorf gekauft, in Volker Waap umbenannt, und zur Werft Nobiskrug in Rendsburg zur Reparatur und zum Umbau gebracht.  Dabei erhielt es ein neues Vor- und Achterschiff, womit das Schiff auf 72,3 m verlängert wurde, und einen aus dem Jahr 1942 stammenden 7-Zylinder Zweitakt-Dieselmotor der Firma Sulzer. Als die Reederei im April 1953 in Konkurs geriet, wurde das halbfertige Schiff vom Hauptgläubiger, der Landesbank & Girozentrale Schleswig-Holstein, übernommen und von dieser 1954 an die Reederei S. Stein in Hamburg weiterverkauft. Diese benannte das Schiff in Mönkedamm um und ließ den Umbau abschließen.  Die Indienststellung des nunmehrigen 1163 BRT (712 NRT) Motorfrachtschiffs erfolgte im Juli 1954. 1956 wurde die Maschine durch einen 1200 PS 8-Zylinder Zweitakt-Dieselmotor von Sulzer ersetzt, der eine Geschwindigkeit von 11 Knoten ermöglichte.
Ab 7. Oktober 1957 war das 1662-tdw-Schiff im Autotransport nach Schweden eingesetzt: zwei- bis dreimal wöchentlich brachte es durchschnittlich 170 Wagen von Lübeck nach Trelleborg oder Stockholm. Dabei ereignete sich am 7. November 1957 ein folgenschwerer Unfall, als die Mönkedamm etwa 15 sm südsüdwestlich der schwedischen Insel Utklippan mit dem schwedischen Dampfer Monestra kollidierte und dieser daraufhin sank. Im Jahr 1963 wurde das Schiff an die Lübeck Linie aus Lübeck verkauft und umbenannt in Overbeck, blieb jedoch weiterhin als Autotransporter zwischen Lübeck und Schweden in Dienst.
Am 13. Juni 1967 wurde das Schiff an die belgische Firma Ferdinand Carron in Boom verkauft und in Boom umbenannt. Noch im gleichen Jahr wurde die Boom von der Antwerpe Kustvaart Mij. in Antwerpen übernommen. Am 2. Januar 1968 wurde sie nach Griechenland weiterverkauft, an die Reederei G. Tzortzis, K. Sykias & P.Bouldournis in Piräus. Sie hieß nun Eftychia, wurde dann 1970 in Phaedra umbenannt.

## Verbleib
Der weitere Verbleib nicht gesichert. Das Schiff wurde wahrscheinlich 1974 verschrottet und am 6. Februar 2004 im Register gelöscht.